# The Righteous Gemstones
The Righteous Gemstones es una serie de televisión estadounidense de comedia creada por Danny McBride que se estrenó el 18 de agosto de 2019 en HBO. El 27 de agosto de 2023, se anunció que fue renovada para una cuarta temporada. El último episodio de la serie fue emitido el 4 de mayo de 2025.

## Sinopsis
La mundialmente famosa familia televangelista Gemstone tiene una larga tradición de desviación, avaricia y trabajo caritativo, todo en nombre del Señor Jesucristo.

## Reparto

### Principales
- Danny McBride como Jesse Gemstone
- John Goodman como Eli Gemstone
- Edi Patterson como Judy Gemstone
- Adam DeVine como Kelvin Gemstone
- Cassidy Freeman como Amber Gemstone
- Tony Cavalero como Keefe Chambers
- Tim Baltz como BJ
- Greg Alan Williams como Martin Imari

### Recurrentes
- Walton Goggins como Baby Billy
- Skyler Gisondo como Gideon Gemstone
- James DuMont como Chad
- Kelton DuMont como Pontius Gemstone

## Episodios
| Temporada | Temporada | Episodios | Episodios | Emisión original     | Emisión original      | Emisión original |
| Temporada | Temporada | Episodios | Episodios | Primera emisión      | Última emisión        | Cadena           |
| --------- | --------- | --------- | --------- | -------------------- | --------------------- | ---------------- |
|           | 1         | 9         | 9         | 18 de agosto de 2019 | 13 de octubre de 2019 | HBO              |
|           | 2         | 9         | 9         | 9 de enero de 2022   | 27 de febrero de 2022 | HBO              |
|           | 3         | 9         | 9         | 18 de junio de 2023  | 30 de julio de 2023   | HBO              |
|           | 4         | 9         | 9         | 9 de marzo de 2025   | 4 de mayo de 2025     | HBO              |

### Temporada 1 (2019)
| N.º en serie | N.º en temp. | Título                                            | Dirigido por       | Escrito por                                     | Fecha de emisión original | Audiencia (millones) |
| ------------ | ------------ | ------------------------------------------------- | ------------------ | ----------------------------------------------- | ------------------------- | -------------------- |
| 1            | 1            | «The Righteous Gemstones»                         | Danny McBride      | Danny McBride                                   | 18 de agosto de 2019      | 0.593                |
| 2            | 2            | «Is This the Man Who Made the Earth Tremble»      | David Gordon Green | Danny McBride                                   | 25 de agosto de 2019      | 0.594                |
| 3            | 3            | «They Are Weak, But He Is Strong»                 | David Gordon Green | Danny McBride & John Carcieri                   | 1 de septiembre de 2019   | 0.530                |
| 4            | 4            | «Wicked Lips»                                     | Jody Hill          | John Carcieri & Jeff Fradley & Danny McBride    | 8 de septiembre de 2019   | 0.562                |
| 5            | 5            | «Interlude»                                       | David Gordon Green | John Carcieri & Jeff Fradley & Danny McBride    | 15 de septiembre de 2019  | 0.560                |
| 6            | 6            | «Now the Sons of Eli Were Worthless Men»          | Jody Hill          | Grant Dekernion & Danny McBride & Edi Patterson | 22 de septiembre de 2019  | 0.496                |
| 7            | 7            | «And Yet One of You Is a Devil»                   | Jody Hill          | Kevin Barnett & Chris Pappas & Danny McBride    | 29 de septiembre de 2019  | 0.511                |
| 8            | 8            | «But the Righteous Will See Their Fall»           | David Gordon Green | Kevin Barnett & Chris Pappas & Danny McBride    | 6 de octubre de 2019      | 0.610                |
| 9            | 9            | «Better Is the End of a Thing Than Its Beginning» | Jody Hill          | John Carcieri & Jeff Fradley & Danny McBride    | 13 de octubre de 2019     | 0.606                |

### Temporada 2 (2022)
| N.º en serie | N.º en temp. | Título                                                      | Dirigido por       | Escrito por                                    | Fecha de emisión original | Audiencia (millones) |
| ------------ | ------------ | ----------------------------------------------------------- | ------------------ | ---------------------------------------------- | ------------------------- | -------------------- |
| 10           | 1            | «I Speak in the Tongues of Men and Angels»                  | David Gordon Green | Danny McBride                                  | 9 de enero de 2022        | 0.291                |
| 11           | 2            | «After I Leave, Savage Wolves Will Come»                    | Joddy Hill         | Danny McBride & John Carcieri & Jeff Fradley   | 9 de enero de 2022        | 0.190                |
| 12           | 3            | «For He Is a Liar and the Father of Lies»                   | David Gordon Green | Danny McBride & Kevin Barnett & Chris Pappas   | 16 de enero de 2022       | 0.327                |
| 13           | 4            | «As to How They Might Destroy Him»                          | Danny McBride      | Danny McBride & John Carcieri & Edi Patterson  | 23 de enero de 2022       | 0.289                |
| 14           | 5            | «Interlude II»                                              | David Gordon Green | Danny McBride & John Carcieri & Jeff Fradley   | 30 de enero de 2022       | 0.309                |
| 15           | 6            | «Never Avenge Yourselves, but Leave It to the Wrath of God» | Jody Hill          | Danny McBride & John Carcieri & Jeff Fradley   | 6 de febrero de 2022      | 0.288                |
| 16           | 7            | «And Infants Shall Rule Over Them»                          | Jody Hill          | Danny McBride & John Carcieri & Jeff Fradley   | 13 de febrero de 2022     | 0.280                |
| 17           | 8            | «The Prayer of a Righteous Man»                             | David Gordon Green | Danny McBride & Grant Dekernion & Jeff Fradley | 20 de febrero de 2022     | 0.304                |
| 18           | 9            | «I Will Tell of All Your Deeds»                             | Jody Hill          | Danny McBride & John Carcieri & Jeff Fradley   | 27 de febrero de 2022     | 0.402                |

### Temporada 3 (2023)
| N.º en serie | N.º en temp. | Título                                                             | Dirigido por       | Escrito por                                     | Fecha de emisión original | Audiencia (millones) |
| ------------ | ------------ | ------------------------------------------------------------------ | ------------------ | ----------------------------------------------- | ------------------------- | -------------------- |
| 19           | 1            | «For I Know the Plans I Have for You»                              | Jody Hill          | John Carcieri & Danny McBride                   | 18 de junio de 2023       | 0.238                |
| 20           | 2            | «But Esau Ran to Meet Him»                                         | Joddy Hill         | John Carcieri & Danny McBride                   | 18 de junio de 2023       | 0.223                |
| 21           | 3            | «For Their Nakedness Is Your Own Nakedness»                        | Danny McBride      | Kevin Barnett & Danny McBride & Chris Pappas    | 25 de junio de 2023       | 0.219                |
| 22           | 4            | «I Have Not Come to Bring Peace, But a Sword»                      | Jody Hill          | John Carcieri & Danny McBride                   | 2 de julio de 2023        | 0.256                |
| 23           | 5            | «Interlude III»                                                    | David Gordon Green | John Carcieri & Danny McBride                   | 9 de julio de 2023        | 0.240                |
| 24           | 6            | «For Out of the Heart Comes Evil Thoughts»                         | Jonathan Watson    | John Carcieri & Danny McBride                   | 16 de julio de 2023       | 0.301                |
| 25           | 7            | «Burn for Burn, Wound for Wound, Stripe for Stripe»                | Danny McBride      | John Carcieri & Jeff Fradley & Danny McBride    | 23 de julio de 2023       | 0.243                |
| 26           | 8            | «I Will Take You by the Hand and Keep You»                         | Jody Hill          | Scott MacArthur & Danny McBride & Edi Patterson | 30 de julio de 2023       | 0.227                |
| 27           | 9            | «Wonders That Cannot Be Fathomed, Miracles That Cannot Be Counted» | Jody Hill          | John Carcieri & Jeff Fradley & Danny McBride    | 30 de julio de 2023       | 0.214                |

### Temporada 4 (2025)
| N.º en serie | N.º en temp. | Título                                            | Dirigido por       | Escrito por                                   | Fecha de emisión original | Audiencia (millones) |
| ------------ | ------------ | ------------------------------------------------- | ------------------ | --------------------------------------------- | ------------------------- | -------------------- |
| 28           | 1            | «Prelude»                                         | Danny McBride      | John Carcieri & Jeff Fradley & Danny McBride  | 9 de marzo de 2025        | 0.291                |
| 29           | 2            | «You Hurled Me Into the Very Heart of the Seas»   | Joddy Hill         | John Carcieri & Jeff Fradley & Danny McBride  | 16 de marzo de 2025       | 0.264                |
| 30           | 3            | «To Grieve Like the Rest of Men Who Have No Hope» | David Gordon Green | John Carcieri & Jeff Fradley & Danny McBride  | 23 de marzo de 2025       | 0.325                |
| 31           | 4            | «He Goeth Before You Into Galilee»                | Danny McBride      | John Carcieri & Jeff Fradley & Danny McBride  | 30 de marzo de 2025       | 0.375                |
| 32           | 5            | «You Shall Remember»                              | Jody Hill          | John Carcieri & Jeff Fradley & Danny McBride  | 6 de abril de 2025        | 0.276                |
| 33           | 6            | «Interlude IV»                                    | David Gordon Green | John Carcieri & Jeff Fradley & Danny McBride  | 13 de abril de 2025       | 0.294                |
| 34           | 7            | «For Jealousy Is the Rage of a Man»               | Jonathan Watson    | Kevin Barnett & Chris Pappas & Danny McBride  | 20 de abril de 2025       | 0.289                |
| 35           | 8            | «On Your Belly You Shall Go»                      | Jonathan Watson    | Edi Patterson & John Carcieri & Danny McBride | 27 de abril de 2025       | 0.280                |
| 36           | 9            | «That Man of God May Be Complete»                 | Danny McBride      | John Carcieri & Jeff Fradley & Danny McBride  | 4 de mayo de 2025         | 0.274                |

## Producción

### Desarrollo
El 28 de julio de 2018, se anunció que HBO ordenó el episodio piloto escrita y dirigida por Danny McBride quien también se espera que sea productor ejecutivo junto a Jody Hill y David Gordon Green. El 2 de octubre de 2018, se informó que HBO lo había recogido para convertirse en serie. En julio de 2019, se anunció que la serie se estrenaría el 18 de agosto de 2019. Además, se informó que John Carcieri, Jeff Fradley y Brandon James se desempeñaron como productores ejecutivos, y que David Brightbill se desempeñó como productor, junto a Justin Bourret y Melissa DeMino como coproductores, y Grant DeKernion, Jared Hess, Kevin Barnett, Chris Pappas y Edi Patterson como productores consultores. El 9 de septiembre de 2019, se anunció que fue renovada para una segunda temporada.

### Casting
El 28 de junio de 2018, se anunció que Danny McBride y John Goodman fueron elegidos en roles principales. En junio de 2018, se anunció que Edi Patterson, Adam DeVine, Cassidy Freeman, Tony Cavalero, y Tim Baltz fueron elegidos en roles principales. El 2 de octubre de 2018, se anunció que Greg Alan Williams había sido elegido en un rol principal. En abril de 2019, se anunció que Marla Maples fue elegida en un rol sin revelar y Walton Goggins, James DuMont y Kelton DuMont en roles recurrentes.

### Rodaje
Según los informes, la fotografía principal del piloto durará desde mediados de julio hasta la primera semana de agosto de 2018 en Charleston, South Carolina en Citadel Mall.